# Herbert Zimmermann (Fußballspieler)
Herbert Zimmermann (* 1. Juli 1954 in Engers, heute zu Neuwied) ist ein ehemaliger deutscher Fußballspieler. Der spätere Außenverteidiger hat von 1972 bis 1984 bei den Vereinen FC Bayern München (lediglich zwei Bundesligaeinsätze) und 1. FC Köln insgesamt 204 Bundesligaspiele absolviert und dabei 22 Tore erzielt. Mit dem 1. FC Köln gewann er 1978 das Double in Form der deutschen Meisterschaft und des DFB-Pokals.

## Sportliche Laufbahn

### Vereinskarriere

#### Beginn in Engers, bis 1972
Bereits mit 17 Jahren spielte der Rechtsfuß nicht nur in der Rheinlandauswahl, sondern dank einer Sondergenehmigung auch in der ersten Mannschaft seines Heimat- und Jugendvereines FV Engers und egalisierte 1971/72 mit 38 Oberligatoren den bis dahin bestehenden Rekord von Hans-Jürgen Ferdinand. Mit Engers belegte er in seiner ersten Seniorenrunde den 9. Rang und trat auch am 11. März 1972 noch als A-Junior im Viertelfinalspiel im Wettbewerb des Länderpokals in der Mannschaft von Rheinland gegen Bayern in Bitburg an. Der Gastgeber verlor mit Rechtsaußen Zimmermann mit 1:3 und mit Hans Jörg vom FC Kempten stürmte ein baldiger Vereinskollege beim FC Bayern in der Bayernauswahl. Zimmermann durchlief nach dem Besuch der Volks- und Realschule eine Ausbildung zum Großhandelskaufmann und wurde nach Sichtung zu einem Probetraining des FC Bayern München eingeladen. Danach bekam er einen Zweijahresvertrag und der FC Bayern überwies 23.000 D-Mark an Ablöse nach Engers.

#### München, 1972 bis 1974
Zimmermann erhielt zur Saison 1972/73 einen Profivertrag beim Bundesligisten FC Bayern München, wie auch die weiteren Nachwuchshoffnungen Hans Jörg, Bernhard Dürnberger und Gernot Rohr. In zwei Spielzeiten kam der Angreifer lediglich zu zwei Einsätzen: Am 24. März 1973 (26. Spieltag) wurde er beim 5:1-Sieg im Heimspiel gegen den VfB Stuttgart in der 46. Minute für Franz Krauthausen und am 3. November 1973 (14. Spieltag) beim 1:0-Sieg im Auswärtsspiel gegen den VfL Bochum in der 65. Minute für Willi Hoffmann eingewechselt.
Da er zu mehr Spielanteilen gelangen wollte, hörte er sich nach Gelegenheiten zu einem passenden Wechsel um. Mitspieler Hans-Josef Kapellmann vermittelte den Kontakt zum FC-Manager Karl-Heinz Thielen und nach einem überzeugenden Probetraining wechselte er für 140.000 DM Ablöse 1974 zum 1. FC Köln.

#### Köln, 1974 bis 1984
Zu Saisonbeginn 1974/75 wechselte er zum 1. FC Köln, bei dem er in der ersten Saison unter Trainer Zlatko Cajkovski zu 15 Einsätzen kam. Sein erstes Bundesligator am 28. September 1974 (6. Spieltag) in der 72. Minute bedeutete das 1:1-Unentschieden bei Hertha BSC. Da er seinen Wehrdienst in der Sportförderkompanie in Essen-Kupferdreh absolvierte, gehörte er auch dem Stamm des DFB für die Fußball-Militärweltmeisterschaft 1975 in Deutschland an. Ein Ischiasleiden verhinderte aber seinen Turniereinsatz. Anfang 1976 zwangen anhaltende Rückenprobleme ihn zur ersten Bandscheiben-Operation. Ab der Saison 1975/76 (bis 1983/84) war er 187 Mal ausschließlich als Abwehrspieler für die Geißböcke im Einsatz und erzielte weitere 21 Tore, allein acht in der Saison 1978/79.
Als Hennes Weisweiler ab der Saison 1976/77 das Traineramt der „Geißbock-Elf“ übernahm, gehörte der Mann aus Engers von Beginn an der Stammbesetzung an. In vier Runden unter Weisweiler bestritt er 126 Bundesligaspiele und erzielte 14 Tore als offensiver Außenverteidiger. Für Zimmermann war Weisweiler als Trainer ein Glücksfall. „Weisweiler war genau der Trainer, den wir jungen Spieler brauchten und der sich den nötigen Respekt verschaffte. Sein Training gefiel ihm. Dienstags bolzten wir bei Rolf Herings Kondition, der Rest der Woche wurde nur mit dem Ball gearbeitet. Zudem stärkte er mein Selbstvertrauen und lehrte mich, konsequenter zu spielen“, so Zimmermann in einem Gespräch mit dem Autor des Biografiebuches über den 1. FC Köln.
Am 6. Oktober 1976 feierte er sein Debüt in der Fußballnationalmannschaft. Deutschland gewann in Cardiff mit 2:0 gegen Wales und der Debütant aus Köln spielte dabei an der Seite von Franz Beckenbauer. In der erfolgreichen Runde 1977/78 setzte Trainer Weisweiler auf die Abwehrformation mit Torhüter Harald Schumacher, Libero Roland Gerber und den Verteidigern Harald Konopka, Gerd Strack und Herbert Zimmermann. Die offensive Flügelzange mit Konopka und Zimmermann lieferte Vorlagen in Serie für den Angriff, insbesondere für den kopfballstarken Mittelstürmer und Torjäger Dieter Müller.
Ein weiterer Höhepunkt seiner Karriere waren die Spiele im Europapokal der Landesmeister 1978/79, wo er mit Köln nach einem 3:3-Auswärtsremis bei Nottingham Forest durch eine unglückliche 0:1-Heimniederlage am 25. April 1979 vor 62.000 Zuschauern im Halbfinale, am Finaleinzug scheiterte.
1981 litt Zimmermann erneut an schweren Rücken- und Bandscheibenproblemen, die eine zweite Operation unumgänglich machten. Seinen letzten Bundesligaauftritt hatte er am 9. Dezember 1983 (17. Spieltag), als sein Verein bei Bayer 04 Leverkusen mit 1:2 verlor.
Zudem traf er sechsmal in 39 DFB-Pokal-Spielen (davon 37 für den 1. FC Köln) und einmal (am 18. Oktober 1978 bei Lokomotive Sofia) in 27 Europapokalpartien. 1986/87 war Herbert Zimmermann für wenige Monate auch noch für die SpVgg Bad Homburg in der viertklassigen Landesliga Hessen Süd aktiv, wo er aber nach einem Kreuzbandriss endgültig seine aktive Spielerlaufbahn beendete.
Im Spielerlexikon wird er als technisch starker, leichtfüßiger Linksverteidiger mit Offensivdrang, der sehr gefühlvolle, weiche Flanken schlug, aber im letzten Drittel des Spielfeldes auch für das Aufbauspiel wertvoll war, beschrieben.

### Auswahleinsätze
Zimmermann spielte sechsmal für die B-Nationalmannschaft. Am 26. April 1977 bestritt er in Aachen beim 2:1-Sieg über die Auswahl Belgiens sein erstes Länderspiel. Im selben Jahr folgten noch Begegnungen gegen die Auswahlmannschaften von Jamaika, der Tschechoslowakei und von Italien. 1980 folgten noch zwei Länderspiele. Am 14. Mai 1980 in Kassel, beim 2:1-Sieg über die Auswahlmannschaft Polens, bestritt er sein letztes Spiel für die B-Nationalmannschaft.
Bereits am 6. Oktober 1976 wurde er in die A-Nationalmannschaft berufen. Im Test-Länderspiel in Wales, das Deutschland mit 2:0 Toren gewann, trug er in der ersten Halbzeit erstmals das Nationaltrikot. Als Nationalspieler nahm er an der Weltmeisterschaft 1978 in Argentinien teil. Bis 1980 folgten noch 13 Länderspiele, in denen er zwei Tore erzielte: Am 2. Mai 1979 in Wales und am 22. Dezember 1979 gegen die Auswahlmannschaft der Türkei, als Deutschland im Rahmen der Qualifikation zur Europameisterschaft jeweils mit 2:0 Toren gewann.
Bei der Europameisterschaft 1980 klemmte er sich am Tag des Eröffnungsspiels den Ischiasnerv ein und kam verletzungsbedingt nicht mehr zum Einsatz. Als Teil des Endrundenaufgebots durfte er sich als Europameister fühlen und wurde dafür von Bundespräsident Carstens auch mit dem Silbernen Lorbeerblatt ausgezeichnet.

### Nach der Spielerkarriere
Zuerst betrieb er mit einem Partner eine Sportagentur, danach war er als Repräsentant eines Sportartikelherstellers tätig, bevor er seit 2003 beim 1. FC Köln in der Scoutingabteilung seine wahre Berufung gefunden hat. Seinen Lebensmittelpunkt hat der seit 1977 verheiratete Ex-Spieler und Vater zweier Söhne in Köln-Lövenich.

## Erfolge
- Europameister 1980
- Europapokalsieger der Landesmeister 1974 (mit dem FC Bayern München)
- Deutscher Meister 1973, 1974 (mit dem FC Bayern München), 1978 (mit dem 1. FC Köln)
- DFB-Pokal-Sieger 1977, 1978, 1983 (jeweils mit dem 1. FC Köln)